# مديرية جونين
مديرية جونين (بالإنجليزية: Junín District)‏  هي المستوى الثالث من التقسيم الإداري في بيرو، تتبع مقاطعة جونين، عاصمتها جونين، تبلغ مساحتها 883.8 كيلومتر مربع.